# Football Club Neapolis
Il Football Club Neapolis, meglio noto come Neapolis, è stata una società calcistica italiana con sede a Mugnano di Napoli, comune della Città metropolitana di Napoli. Milita in Promozione, la sesta serie del campionato italiano.
La società fu fondata nel novembre 2008, quando un gruppo di imprenditori rilevò il titolo sportivo della Sangiuseppese per poi spostarlo a Mugnano; si è poi sciolta nel 2012 salvo poi venire rifondata nel 2014. Ha partecipato in totale a cinque campionati nazionali, di cui due professionistici.
Aveva come colori sociali il bianco e il blu e giocava le gare casalinghe allo stadio Alberto Vallefuoco.

## Storia

### La fondazione (2006-2008)
Quando la Sangiuseppese vendette il titolo nel 2006, Mario Moxedano ed Ezio Bouchè diventarono i nuovi proprietari del club il cui nome fu cambiato in via non ufficiale prima in Football Club Neapolis e poi in Football Club Sporting Neapolis. Anche se i proprietari del club decisero di cambiare il nome e spostare il titolo sportivo a Napoli, per la FIGC la società continuò a denominarsi Sangiuseppese e molti dei vecchi giocatori della Sangiuseppese rimasero nel club.
Nella stagione 2006-07 la Sangiuseppese vinse il girone I di Serie D e venne promossa in Serie C2, dalla quale però retrocesse classificandosi all'ultimo posto con 33 punti, maggior numero di sconfitte, peggior difesa e peggior differenza reti. La Lega di Serie C non riconobbe il cambio di denominazione da Football Club Sangiuseppese a Sporting Neapolis, con una regola che avrebbe obbligato i partenopei a giocare a San Giuseppe Vesuviano.

### La Serie D (2008-2010)
Nel 2008, la società ottenne di trasferirsi a Mugnano di Napoli e di mutare nome in Neapolis Mugnano andando così a giocare nello Stadio Alberto Vallefuoco di Mugnano.
La stagione 2008-2009 si chiude con l'8º posto in campionato.
Nel campionato successivo 2009-2010 il Neapolis giunge in Lega Pro Seconda Divisione, battendo ogni record: vittorie, gol fatti, gol subiti, differenza reti. Inoltre i partenopei accedono alla semifinale della Poule scudetto dove vengono sconfitti dal Montichiari.

### La Lega Pro Seconda Divisione (2010-2012)
Nel 2010-2011 conquista uno storico quinto posto e il diritto di accedere ai playoff, ma esce al primo turno contro il Trapani (1-1 in casa e 2-0 in Sicilia). Per la stagione di Lega Pro Seconda Divisione 2011-2012 è avvenuto un tentativo della società di spostare il titolo a Frattamaggiore, riportando così, dopo più di 25 anni, il calcio professionistico nella "città della canapa" e assumendo il nome di Neapolis Frattese. Il 20 dicembre 2011 però, non ottenendo il cambio di denominazione e di sede, è ritornata nella sede originale di Mugnano di Napoli tornando ad essere la Football Club Neapolis Mugnano.. Alla fine del campionato 2011-2012 si classifica diciottesima, venendo dunque costretta ai play-out: perderà però entrambe le gare contro la Vibonese, 0-1 in casa e 0-2 in trasferta, doppia sconfitta che costa alla squadra il ritorno in Serie D.

### Il trasferimento a Torre del Greco e lo scioglimento (2012-2014)
Nel mese di luglio 2012 la società si trasferì da Mugnano a Torre del Greco, andando a rifondare la Turris e sancendo in questo modo la scomparsa del calcio in quel di Mugnano. Tuttavia, nel mese di luglio 2014 la società tornò a Mugnano anche per via delle pressioni di alcuni tifosi della Turris, rifondando così la vecchia società che cambierà nome in Football Club Neapolis.

### La breve ripartenza (2014-2015)
Il Neapolis appena rifondata partecipa al girone I di Serie D. A fine stagione i partenopei ottengono un 5º posto finale che consente al club di disputare i play-off, dove vengono eliminati al primo turno dal Torrecuso.

### Il definitivo scioglimento (2015)
ll 19 maggio 2015, a seguito di un'operazione della Polizia di Stato contro il calcioscommesse, vengono posti in arresto il presidente Mario Moxedano, il direttore sportivo Antonio Ciccarone e il calciatore Raffaele Moxedano. In seguito agli avvenimenti, la squadra non si iscrive alla stagione successiva.

## Colori e simboli

### Colori
I colori sociali del Neapolis erano il blu e il bianco.

### Simboli ufficiali

#### Stemma
Il simbolo della società era il cavallo, ed il logo ufficiale era lo stesso stemma della città metropolitana di Napoli.

## Strutture

### Stadio
Il Neapolis giocava le partite di casa allo stadio Alberto Vallefuoco di Mugnano di Napoli. L'impianto poteva contenere fino a 2500 spettatori.

## Società

### Sponsor
| Cronologia degli sponsor ufficiali - 2008-2011 Re bingo - 2011-2012 TimeCity - 2012-2014 Inattiva - 2014-2015 Re bingo | Cronologia degli sponsor tecnici - 2008-2011 Givova - 2011-2012 Zeus - 2012-2014 Inattiva - 2014-2015 Zeus |

## Allenatori e presidenti
| Allenatori - 2008-2009 ... - 2009-2010 Ezio Castellucci - 2010-2011 Francesco D'Arrigo Marcello Chiricallo - 2011-2012 Ezio Castellucci Ezio Ferazzoli - 2012-2014 Inattivo - 2014-2015 Antonio Folgia Manzillo Bruno Mandragola | Presidenti - 2008-2012 Mario Moxedano, Ezio Bouchè - 2012-2014 Inattivo - 2014-2015 Mario Moxedano |

## Palmarès

### Competizioni interregionali
- Serie D: 1

2009-2010 (girone H)

## Statistiche e record

### Partecipazione ai campionati
| Livello | Categoria                  | Partecipazioni | Debutto   | Ultima stagione | Totale |
| ------- | -------------------------- | -------------- | --------- | --------------- | ------ |
| 4º      | Lega Pro Seconda Divisione | 2              | 2010-2011 | 2011-2012       | 3      |
| 4º      | Serie D                    | 1              | 2014-2015 | 2014-2015       | 3      |
| 5º      | Serie D                    | 2              | 2008-2009 | 2009-2010       | 2      |